# Tygodnik Powszechny
Tygodnik Powszechny (en français : L'Hebdomadaire universel) est un hebdomadaire polonais de tendance catholique libérale, traitant principalement de questions politiques et culturelles. Il a été fondé en 1945 par le cardinal Adam Stefan Sapieha et sied depuis à Cracovie.

## Histoire
Tygodnik Powszechny est fondé à Cracovie en 1945 par le cardinal Adam Stefan Sapieha. Son premier comité de rédaction est composé de quatre personnes : père Jan Piwowarczyk, Jerzy Turowicz (qui sera son rédacteur en chef jusqu'à sa mort en 1999), Konstanty Turowski et Maria Czapska. Ils sont rejoints plus tard par Zofia Starowieyska-Morstinowa, Stefan Kisielewski,,, Leopold Tyrmand, Antoni Gołubiew, Paweł Jasienica (jusqu'à son arrestation en 1948), Andrzej Bardecki, Stanisław Stomma, Hanna Malewska, Jacek Woźniakowski, Józefa Hennelowa et Józef Marian Święcicki.
Suspendu après la mort de Staline pour avoir refusé de publier un éloge funèbre à sa gloire, il est cédé à l’association catholique Pax, contrôlée par le régime. Réactivé trois ans après au moment du « dégel » en 1956 avec le plein accord de la hiérarchie catholique polonaise, l'hebdomadaire devient, grâce à son rédacteur en chef Jerzy Turowicz, le symbole de la résistance spirituelle en Pologne sous le joug communiste.
L'année 1978 est particulière pour la communauté de Tygodnik Powszechny, car un ami et collègue de la rédaction, Karol Wojtyła, est élu pape. Dans les années 1980, le journal devient un organe informel de l'opposition démocratique polonaise, le seul périodique d'opposition légal dans la Pologne populaire. Il coopère avec le Comité de défense des ouvriers, cofonde le syndicat Solidarność dont le prêtre Józef Tischner, l'un des journalistes de Tygodnik, est l'aumônier.
Cependant, après la chute du régime, dès 1990, intervient une rupture entre les intellectuels libéraux du quotidien et le héros de Solidarność, Lech Wałęsa Jerzy Turowicz appelle à la formation de l'Union démocratique pour soutenir la candidature à la présidence du premier-ministre Tadeusz Mazowiecki contre celle Lech Wałęsa.
Dans la Pologne post-communiste, le périodique se fait le porte-voix du catholicisme libéral et traite de l’actualité polonaise et internationale sous forme de brèves, d’analyses et de reportages. Il consacre également de nombreuses pages aux nouveautés culturelles et aux questions religieuses.
En 1993, une partie du capital des éditions Znak — qui éditent alors le périodique et en assurent la direction — est reprise par le groupe Ouest-France.
Après la mort de Turowicz en 1999, c'est le prêtre marianiste Adam Boniecki, rédacteur en chef de l’édition polonaise de L'Osservatore Romano, qui reprend la rédaction du périodique. Dans les années 2007-2011, le Groupe ITI, propriétaire, entre autres, de la chaîne de télévision TVN et du portail Onet.pl, détient la moitié du capital de l’hebdomadaire. Début 2008, l'équipe historique de Tygodnik à qui l'hebdomadaire doit sa renommée quitte la rédaction : Halina Bortnowska, Józefa Hennelowa, Krzysztof Kozłowski, Maciej Kozłowski, Marcin Król, Marian Stala et Jacek Woźniakowski. Les journalistes expliquent leur geste par leur souhait de mettre un terme au conflit relatif au changement de la ligne éditoriale et à la gestion des équipes[évasif] qui heurtent la sensibilité des anciens,.
En 2011, le père Boniecki est contraint par le supérieur de sa congrégation à se retirer du journal. La province polonaise des marianistes de l’Immaculée Conception de la Très Sainte Vierge Marie lui interdit également de s'exprimer dans les médias. Cette mesure de six ans sera prolongée en 2017. Elle est motivée par la nature des déclarations du religieux qui « ont désorienté de nombreux fidèles, notamment en ce qui concerne l’enseignement de l’Église concernant le jugement moral du suicide,. » De son côté, l’hebdomadaire affirme que son rédacteur est « victime de manipulations de la part du Forum LGBT, un groupe d’intérêt pour les personnes gays, lesbiennes, bi- et transsexuelles (LGBT) qui avait prétendu coopérer avec le religieux. »
Passé à la retraite en 2011, le père Boniecki passe la main à son adjoint Piotr Mucharski,. La même année, le Groupe ITI fait don de ses actions à la Fondation Tygodnik Powszechny, qui est actuellement propriétaire du titre. En 2014, la fondation Centrum Kopernika du père Michał Heller acquiert 18 % du capital de l'hebdomadaire.